# Univerzitetna knjižnica Cambridge
Univerzitetna knjižnica Cambridge je glavna raziskovalna knjižnica Univerze v Cambridgeu. Je največja izmed več kot 100 knjižnic, ki delujejo znotraj univerze.  Knjižnica je velik vir raziskovanj za člane Univerze v Cambridgeu kot tudi zunanje raziskovalce. Med univerzitetnimi člani se njeno ime pogosto okrajšuje kot UL. V namen osrednjega upravljanja in administracije je z Univerzitetno knjižnico povezanih tudi triintrideset fakultetnih in oddelčnih knjižnic, ki vse skupaj tvorijo "Univerzitetne knjižnice Cambridge".
Univerzitetna knjižnica Cambridge je po zakonodaji Združenega kraljestva ena izmed šestih knjižnic, ki nosi obvezni izvod vsake objavljene knjige. Vsebuje okoli devet milijonov predmetov (vključno z zemljevidi in notnimi zapisi) ter jih preko pridobitve obveznih izvodov, nakupov in donacij vsako leto prejme dodatnih približno 100.000. Univerzitetna knjižnica je edinstvena med knjižnicami z obveznimi izvodi, saj je velik del njenega gradiva odprto dostopen in na voljo v izposojo več kategorijam bralcev.
Njena prvotna lokacija so bile Stare šole blizu Senatske hiše v središču Cambridgea, dokler ni prerasla tamkajšnjega prostora. V tridesetih letih 20. stoletja je tako bila zgrajena nova stavba, knjižnica pa je prevzela mesto nekdanje vojaške bolnišnice na zahodni strani mestnega središča Cambridgea. Sedanja stavba, ki jo je zasnoval Giles Gilbert Scott, je bila odprta leta 1934.
1. ↑  »Facilities and resources | Undergraduate Study«. www.undergraduate.study.cam.ac.uk. Pridobljeno 9. julija 2015.
2. ↑  For example, the Twitter account is the UL
3. ↑  »Introduction to legal deposit«. British Library. Arhivirano iz prvotnega spletišča dne 11. marca 2014. Pridobljeno 17. marca 2014.